# Sloanea
- Commons
- Wikispecies

Sloanea L. é um género botânico pertencente à família Elaeocarpaceae.
Dentre as várias espécies, compreende a Sloanea cuneifolia, originária da Guiana.

## Sinonímia
- Anoniodes, Antholoma, Echinocarpus.

## Espécies
| - Sloanea acutiflora - Sloanea assamica - Sloanea caribaea - Sloanea gracilis | - Sloanea lepida - Sloanea monosperma - Sloanea shankii - Sloanea suaveolens, | - Sloanea tomentosa |

## Classificação do gênero
| Sistema | Classificação                      | Referência               |
| ------- | ---------------------------------- | ------------------------ |
| Linné   | Classe Polyandria, ordem Monogynia | Species plantarum (1753) |